# Habsburgerallee (metrostation)
Habsburgerallee is een ondergronds station van de U-Bahn in Frankfurt am Main aan de U-Bahn-lijn U7 gelegen in het stadsdeel Ostend. 

## Ligging
Het metrostation ligt onder de kruising van Habsburgerallee en Rhönstraße.

## Constructie
Het metrostation Habsburgerallee is gebouwd volgens de wanden-dakmethode, maar de aansluitende tunnels zijn gebouwd met behulp van een gesloten mijnbouwmethode. Om kostenredenen is het station niet ontworpen door externe architecten, maar door het Stadtbahnbauamt zelf, wat architectonisch tot minder spectaculaire resultaten leidde dan in de eerste bouwfase.

## Ezels
De pilaren op het platform zijn bekleed met groene metalen platen. De muren tonen een groot mozaïek met 66 ezels. Deze vervoeren verschillende voorwerpen uit het dagelijks leven, zoals telefoons, spuiten, geldkaarten, maar ook wolken, een andere ezel of zelfs een naakte persoon. De kunstenaar Manfred Stumpf wil met de ezels wijzen op mythologische en moderne 'plagen' zoals drugs, alcohol, wapengekte en consumentisme.  

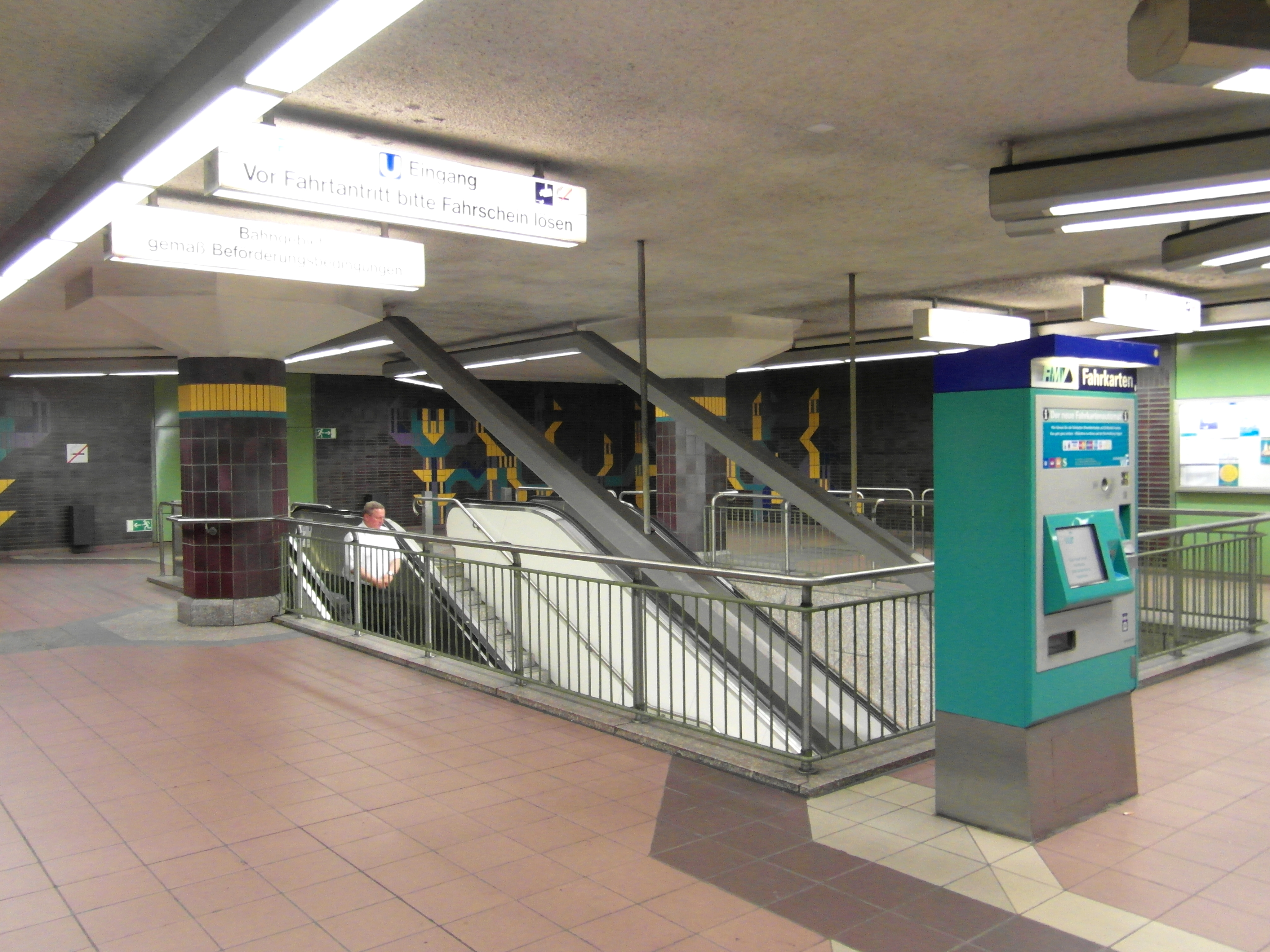
De verdeelhal tussen straat en perron.
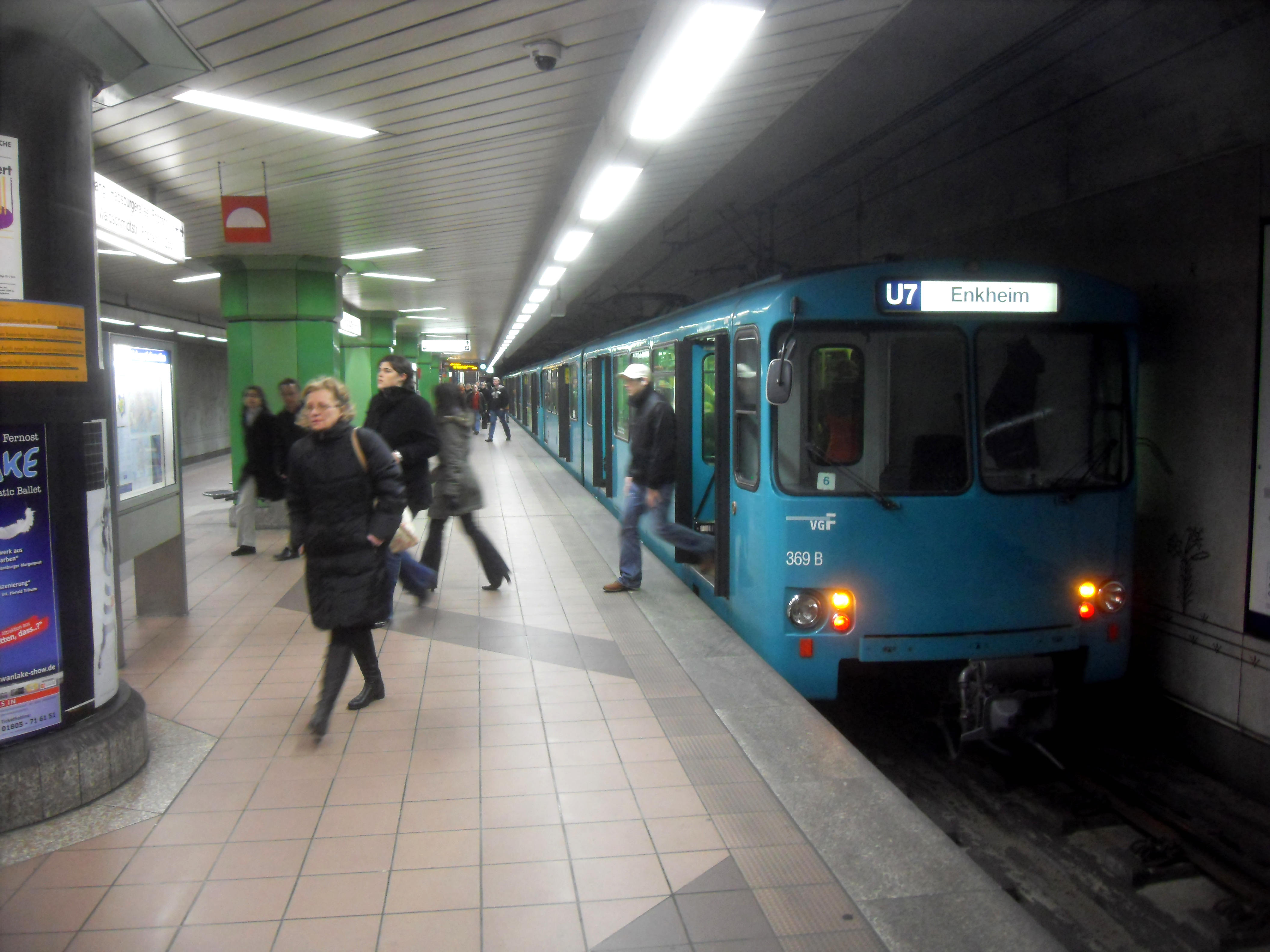
De U-Bahn van Frankfurt am Main stopt op het metrostation Habsburgerallee.
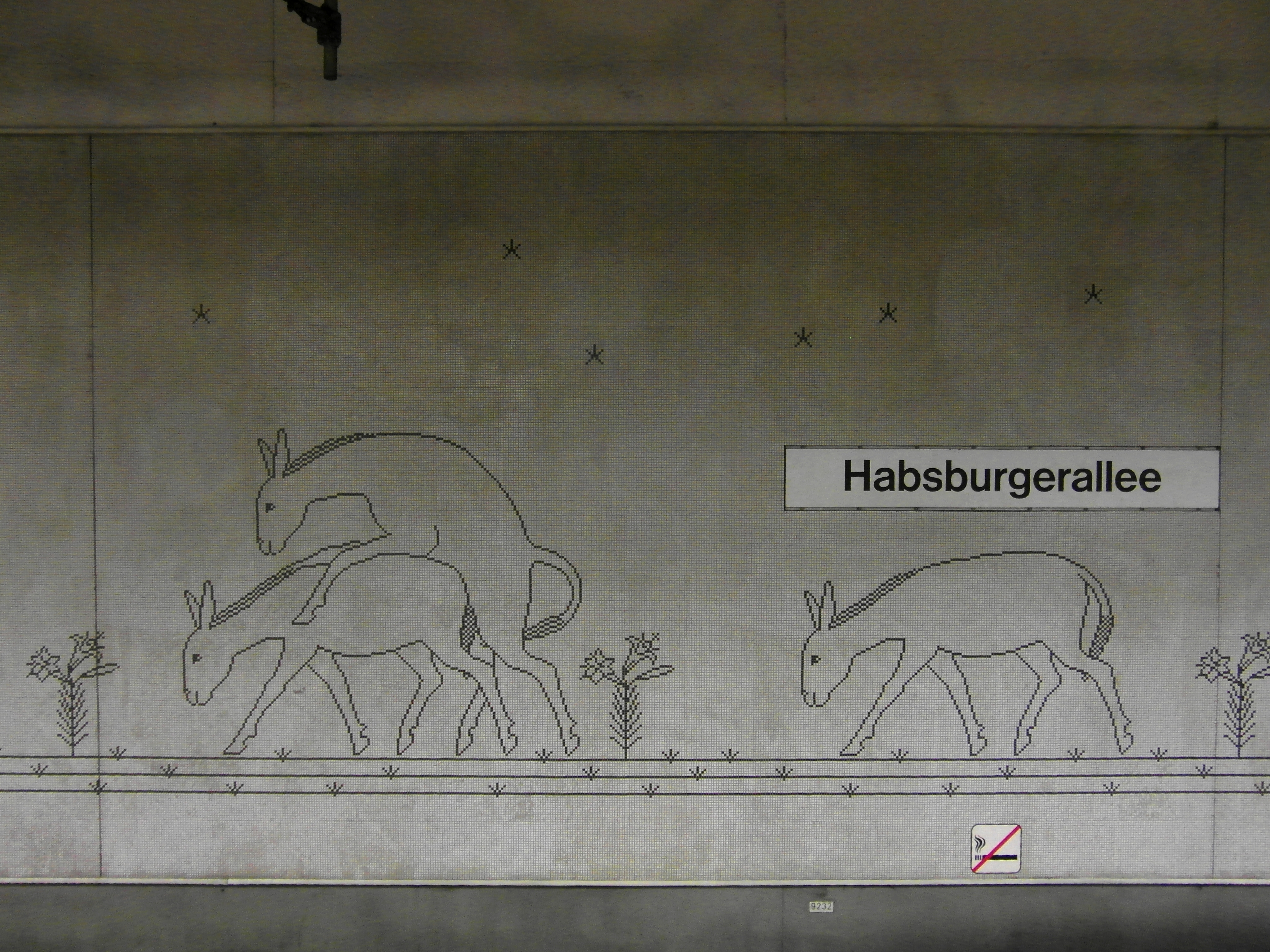
De muur van Habsburgerallee die een groot mozaïek vormt van 33 ezels (66 in totaal).
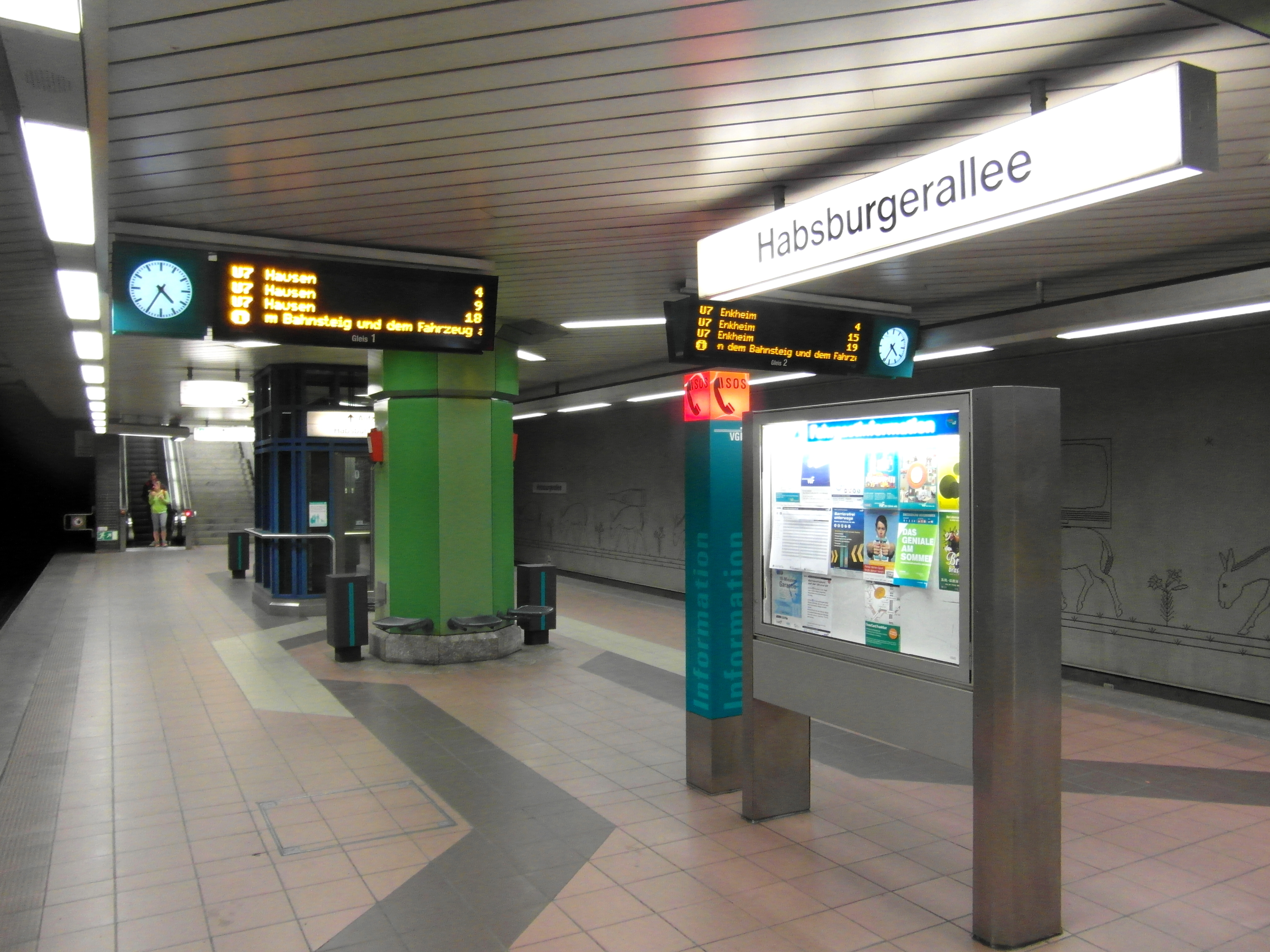
Het eilandperron: U7 richting Hausen (links) en U7 richting Enkheim (rechts).

Messe · Galluswarte · Hauptbahnhof · Taunusanlage · Hauptwache · Konstablerwache · Ostendstraße · Lokalbahnhof · Südbahnhof · Mühlberg · Westbahnhof · Flughafen Fernbahnhof · Flughafen Regionalbahnhof